# Aeroporto Statale Theodore Francis Green
Il Aeroporto Statale Theodore Francis Green (IATA: PVD, ICAO: KPVD) (in inglese: Theodore Francis Green Memorial State Airport) è un aeroporto pubblico che si trova a Warwick, circa 10 chilometri a sud dalla città di Providence, Rhode Island, Stati Uniti.
Aperto nel 1931, deve il suo nome all'ex governatore di Rhode Island Theodore F. Green. Viene ricostruito nel 1996 e il nuovo terminal viene intitolato all'ex governatore di Rhode Island Bruce Sundlun. Questo è stato il primo aeroporto statale degli Stati Uniti.

## Storia
Il T.F. Green Airport è stato inaugurato il 27 settembre 1931, come Hillsgrove State Airport. Nel 1933 viene inaugurato il Rhode Island State Airport Terminal. Nel 1938 l'aeroporto ottiene il suo nome attuale. All'epoca aveva 3 piste lunghe 3.000 piedi (circa 1.000 metri).

L'United States Army Air Forces prese il controllo dell'aeroporto dal 1942 al 1945, usandolo come base per l'addestramento dei militari. Nel febbraio 1947 vi erano le piste 5, 10 e 16 tutte di una lunghezza di 4.000 piedi (1.200 metri). Nell'aprile 1951 la pista 5 era lunga 5.000 piedi (1500 metri) ed era in costruzione la pista 5R. Qualche anno dopo la 5R era lunga 5.466 piedi (1.600 metri) e intorno al 1967 fu allungata fino a 6.466 piedi (1.970 metri).

Nell'aprile 1957 vi erano 26 voli giornalieri: 11 della Eastern Air Lines, 10 dell'American Airlines, 4 della United Airlines e 1 della National Airlines. I voli nonstop non andavano oltre Newark e Boston, fino al 1959 quando la Eastern iniziò un servizio verso Washington con un DC-7B. Rimase la tratta più lunga fino al 1968 quando la United iniziò i voli verso Cleveland; in seguito, sempre la United, nel 1970 si spinse fino a Chicago. La Eastern iniziò i voli su Miami nel 1969 e su Atlanta nel 1970.

Negli anni Novanta vennero costruiti 18 nuovi gate; nel 1997 ne furono aggiunti 4. Nuove compagnie che facevano servizio al T.F. Green Airport furono: Air Canada, Southwest, SATA International (che operava voli verso le Azzorre con un Airbus A310) e Spirit Airlines.

Dopo l'11 settembre 2001 il T.F. Green, come molti altri aeroporti americani, dovette far fronte ad un sensibile calo di passeggeri; inoltre diminuirono anche i voli operati da American Airlines, Spirit Airlines e SATA. 
Nel 2015, a seguito della fusione fra American Airlines e US Airways, che creò un'unica compagnia operante sotto il nome America Airlines, l'area metropolitana di Providence fu la più grande area metropolitana americana a non essere servita da American Airlines e da nessuna delle sue sussidiarie.

Nonostante la pista principale dell'aeroporto sia lunga appena 2.184 metri, sono atterrati diversi aerei wide-body. Le tasse molto basse rendono l'aeroporto molto appetibile a squadre sportive e turisti.

Il 25 ottobre 2010, l'Air Force One fece visita all'aeroporto; un Concorde della British Airways atterrò nel 1988; un Airbus A340 dell'Iberia vi fece visita nel 2011, trasportando i giocatori della Nazionale spagnola di calcio che giocarono un match contro quella statunitense al Gillette Stadium a Foxborough. L'Air Force One atterrò al T.F. Green anche il 31 ottobre 2014.

## Strutture
Il T.F. Green Airport copre una superficie di 1.111 acri ed è posto a 17 m sul livello del mare. Ha due piste, entrambe in asfalto: la prima (5/23) è lunga 2.184 metri per 46 metri di larghezza; la seconda (16/34) è lunga 1.853 metri per 46 metri di larghezza. L'ILS è disponibile per le piste 5, 23 e 34 e, in particolare, la pista 5 è certificata per CAT III ILS. Le altre piste solo CAT I. La taxiway Victor era la pista 5L/23R fino al 2003.

Il Terminal, intitolato all'ex governatore di Rhode Island Bruce Sundlun (morto il 21 luglio 2011) ha due hall: North e South. La South ha 8 gate, mentre la North ne ha 14. Il gate 8 è destinato agli arrivi internazionali ed è direttamente collegato alla dogana che è al pian terreno. Nel terminal sono disponibili negozi e ristoranti.

## Traffico e statistiche

### Top destinazioni nazionali
Periodo agosto 2013-luglio 2014
| Posizione | Aeroporto                      | Passeggeri | Compagnie                           |
| --------- | ------------------------------ | ---------- | ----------------------------------- |
| 1         | Baltimora, Maryland            | 311.000    | Southwest Airlines                  |
| 2         | Orlando, Florida               | 260.000    | JetBlue Airways, Southwest Airlines |
| 3         | Charlotte, North Carolina      | 191.000    | US Airways                          |
| 4         | Philadelphia, Pennsylvania     | 146.000    | US Airways                          |
| 5         | Atlanta, Georgia               | 130.000    | Delta Air Lines                     |
| 6         | Chicago Midway, Illinois       | 124.000    | Southwest Airlines                  |
| 7         | Fort Lauderdale, Florida       | 107.000    | JetBlue Airways, Southwest Airlines |
| 8         | Washington-Ronald Reagan, D.C. | 93.000     | US Airways                          |
| 9         | Tampa, Florida                 | 92.000     | Southwest Airlines                  |
| 10        | Detroit, Michigan              | 91.000     | Delta Air Lines                     |

### Traffico annuale
Traffico per anno
|      | Passeggeri | Differenza anno precedente | Movimenti aerei | Cargo (tonnellate) |
| ---- | ---------- | -------------------------- | --------------- | ------------------ |
| 2002 | 5.509.186  |                            |                 |                    |
| 2003 | 5.393.574  | 4,03%                      |                 |                    |
| 2004 | 5.509.186  | 6,43%                      |                 | 14.340             |
| 2005 | 5.730.557  | 4,02%                      | 118.436         | 14.369             |
| 2006 | 5.203.396  | 9,20%                      |                 | 17.067             |
| 2007 | 5.019.342  | 3,54%                      | 100.693         | 16.492             |
| 2008 | 4.692.974  | 6,50%                      | 92.045          | 11.363             |
| 2009 | 4.328.741  | 7,76%                      | 83.016          | 7.845              |
| 2010 | 3.936.423  | 9,06%                      | 81.571          | 8.159              |
| 2011 | 3.883.548  | 1,34%                      | 80.597          | 8.531              |
| 2012 | 3.650.737  | 5,99%                      | 76.491          | 9.034              |
| 2013 | 3.803.586  | 4,19%                      | 79.550          | 9.395              |
| 2014 | 3.566.769  | 6,06%                      | 74.280          | 10.202             |

### Traffico internazionale
Dagli anni Novanta al 2013 il T.F. Green Airport aveva voli provenienti dall'Aeroporto di Toronto Pearson (Air Canada) e fino al 2010 SATA International garantiva il collegamento con le Azzorre. Nel 2015 Condor garantirà collegamenti con l'Aeroporto di Francoforte sul Meno, mentre TACV collegherà Providence con l'isola di Praia (Capo Verde). Il collegamento con Francoforte è il primo con il continente europeo. L'aeroporto T.F. Green viene considerato una struttura di ingresso negli USA e ha un servizio doganale completo.

## Incidenti
Il 18 luglio 1972 i membri della rock band dei Rolling Stones furono arrestati perché aggredirono un fotografo e furono portati alla stazione di polizia di Warwick. Il loro volo non poté atterrare a Boston dove era in programma un loro concerto a causa della nebbia. Furono processati velocemente per evitare delle rivolte a Boston.
Il 16 dicembre 2007 il volo Air Wisconsin (US Airways Express) 3758, operato da un Bombardier CRJ-200, proveniente da Filadelfia, sbandò verso il lato sinistro della pista 5 a causa di un atterraggio duro dovuto ad un avvicinamento difficoltoso. Nonostante l'aereo avesse subito danni notevoli, nessuno tra i 31 passeggeri e i membri dell'equipaggio rimase ferito.